# Тус (Иран)
Тус (персијски: طوس или توس Тус или Тус), такође се изговара као Тоус, Тоос или Тус, је древни град у покрајини Разави Хорасан у Ирану, близу Машхада. Античким Грцима био је познат као Сусиа (старогрчки: Σουσια). Такође је био познат и као Туса. Тус је био подељен у четири града, Табран, Радакан, Ноан и Тероид. Цело подручје које се данас назива Тус било је највећи град на читавом подручју у петом веку.

## Историја
Заузео га је Александар Велики 330. године пре нове ере.
Тус је преотео омејадски калиф Абд ел Малик и остао је под контролом Омајада до 747. године, када је подређени Абу Муслимана Хорасанија победио гувернера Омејада током Абасидске револуције. Године 809, абасидски калиф Харун ел Рашид се разболео и умро у Тусу, док се налазио на путу како би смирио немире у Хорасану.  Његов гроб се данас налази у овој регији.
Године 1220. Тус је отпустошио монголски генерал Субутај, а годину дана касније Толуј је побио већину становништва  и уништио гроб калифа Харуна ел Рашида током свог пустошења. Деценијама касније, Тус је био обновљен под управом Куергуеза.
Најпознатија особа која је потицала из тог подручја био је песник Фердовси, аутор персијског епа Шахнаме, чији је маузолеј, изграђен 1934. године, у време миленијума његовог рођења, доминира градом. Остали значајни становници Туса укључују теолога, правника, филозофа и мистика Ел Газалија и нека као што су; рани полимат Џабир ибн Хајан; песник Асади Туси; моћни селџучки везир Низам ел Мулк; средњовековни полимат Насир ел Дин ел Туси; истакнути Усооли муџтахид (тумач закона Твелвер-Ши'а) Шејх Туси; и истакнути суфијски мистик и историчар Абу Наср ас Сараџ.